# شهرستان آلتین‌سارین
شهرستان آلتین‌سارین (به قزاقی: Алтынсарин ауданы، التىنسارين اۋدانى) یک شهرستان در قزاقستان است که در استان قوستانای واقع شده‌است.
سابقا نام این شهرستان، به مانند نام مرکز آن، شهرستان اوباغان (به قزاقی: Обаған ауданы، وباعان اۋدانى) بوده است.

## خصوصیات
شهرستان آلتین‌سارین ۱۵٬۰۳۸ نفر جمعیت دارد.

## وجه تسمیه
نام این شهرستان، در سال ۱۹۹۱ میلادی، برای ارج نهادن به معلم، نویسنده، و ادیب قزاقِ زادهٔ سال ۱۸۴۱ میلادی نزدیک همین منطقه، «ابراهیم آلتین‌سارین»  (به قزاقی: Ыбырай Алтынсарин، ىبىراي التىنسارين) (که نام وی در زبان قزاقی معمولا به «ابرائی» کوتاه می‌شود) انتخاب شده است.